# Oliver Loftéen
Oliver John Sebastian Loftéen, ursprungligen Mattias John Sebastian Loftéen, född 12 april 1979 i Högalids församling, Stockholm, död 30 augusti 2021 i Stockholm, var en svensk skådespelare.

## Biografi
Loftéen debuterade 1991 i Underjordens hemlighet men genombrottet kom 1994–1995 i TV-serien Bert som huvudpersonens bästa kamrat Åke. Samtidigt spelade han i punk- och hardcorebandet Parias tillsammans med bland andra Martin Andersson, som var Bert i TV-serien och i långfilmen. Till skillnad från Andersson fortsatte Loftéen som skådespelare och medverkade i såväl långfilmer som kortfilmer och TV-serier. I slutet av 1990-talet berättade han för Aftonbladet att tiden som barnskådespelare varit påfrestande.
Oliver Loftéen växte upp i Kista i Stockholm. Han hade två yngre systrar, varav den ena är barnskådespelaren Penny Elvira Loftéen.

## Filmografi i urval
- 1991 – Underjordens hemlighet
- 1991 – "Harry Lund" lägger näsan i blöt!
- 1992 – Maskeraden
- 1992 – Den korsikanske biskopen
- 1994 – Bert (TV-serie) (som Åke)
- 1995 – Bert – den siste oskulden (som Åke)
- 1997 – Skärgårdsdoktorn (TV-serie)
- 1997 – Tic Tac
- 1999 – Vägen ut
- 2000 – Brottsvåg
- 2001 – Pusselbitar (TV-serie)
- 2005 – Sex, hopp & kärlek